# Charles James Napier

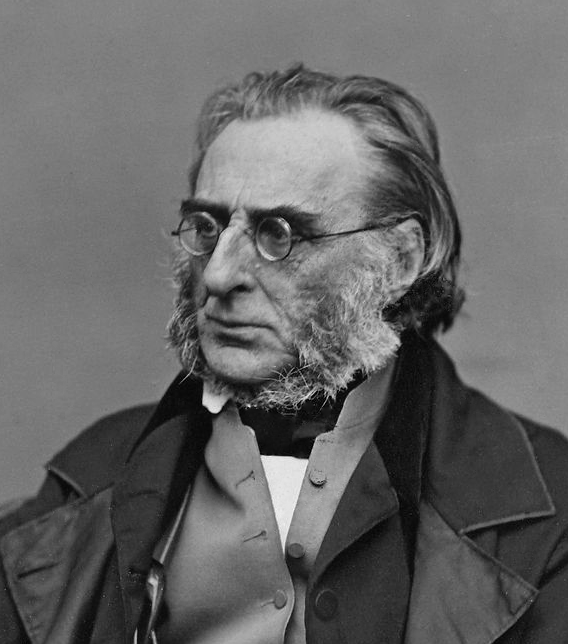
Sir Charles James Napier (1849)

Sir Charles James Napier GCB (* 10. August 1782 in London; † 29. August 1853 in Oakland) war ein britischer General und Oberbefehlshaber der Truppen der Britisch-Ostindischen-Handelsgesellschaft.

## Leben
Charles Napier war der älteste Sohn von Hon. George Napier (1751–1804), Rechnungsprüfer in Irland, Colonel der British Army und jüngster Sohn des Francis Napier, 6. Lord Napier. Seine Mutter war Lady Sarah Lennox, Tochter von Charles Lennox, 2. Duke of Richmond. Sein Bruder war George Thomas Napier. Charles James Napier wurde am 10. August 1782 in Whitehall geboren und erhielt seine erste Erziehung von seinem Vater in Irland.
Noch bevor er sein zwölftes Lebensjahr vollendet hatte, erwarb er 1794 ein Offizierpatent als Ensign des 33rd Regiment of Foot der British Army. Er wechselte wenige Wochen später zum 89th Regiment of Foot, das in Netley in Hampshire stationiert war und bei dem sein Vater als Assistant Quartermaster-General diente. Als dieses Regiment zu einem Auslandseinsatz aufbrach, wurde er zurück nach Irland gesandt und wechselte zum 4th Regiment of Foot, aber statt diesen Dienstposten anzutreten, absolvierte er zunächst eine Schulausbildung an der Grammar School von Celbridge im County Kildare. Als 1798 die Irische Rebellion ausbrach, verschanzte sein Vater das Anwesen der Familie, bewaffnete seine Söhne und bot jedem Zuflucht an, der gewillt war sich den Rebellen zu widersetzen. Charles fungierte in der Folgezeit hauptsächlich als Reiter zu Aufklärungszwecken. 1799 nahm er den regulären Militärdienst wieder auf und wurde er Adjutant von Major-General Sir James Duff (1752–1839), Kommandeur des Militärdistrikts Limerick.
1800 wurde er zum Lieutenant in Manningham’s Corps of Riflemen befördert. 1803 wurde er Adjutant seines Verwandten General Henry Edward Fox (1755–1811). 1804 wurde er zum Captain im Generalstab befördert. 1806 wurde er Major des Cape Regiment und in der Kapkolonie stationiert. Kurz darauf wechselte er zum 50th (West Kent) Regiment of Foot und nahm 1807 am Angriff auf Kopenhagen teil. Ab Mai 1808 wurde er mit seinem Regiment im Krieg auf der Iberischen Halbinsel eingesetzt. In der Schlacht bei La Coruña 1809 wurde er schwer verwundet und geriet in französische Kriegsgefangenschaft. Er wurde zwei Monate später freigelassen und kehrte nach Großbritannien zurück. 1810 meldete er sich freiwillige für eine leichte Kavalleriebrigade, mit der er auf die Iberische Halbinsel zurückkehrte. In den dortigen Schlachten wurde er mehrfach verwundet. 1811 wurde er zum Lieutenant-Colonel des 102nd Regiment of Foot befördert, das zunächst auf Guernsey und 1812 auf Bermuda stationiert wurde. Im Mai 1813 übernahm er den Befehl über eine Brigade, die teilweise aus seinem eigenen Regiment, aus Royal Marines, sowie aus ehemaligen französischen Kriegsgefangenen bestand, und nahm mit diesem am Britisch-Amerikanischen Krieg teil. Als er im September 1813 nach Großbritannien zurückkehrte, war der Krieg gegen Frankreich bereits beendet. Im Dezember 1814 auf Halbsold gesetzt, besuchte er die Militärakademie in Farnham. Bei Wiederausbruch des Krieges gegen Frankreich 1815 meldete er sich freiwillig und rückte er mit den alliierten Truppen in Paris ein.
In den Jahren 1823 bis 1825 unterstützte er die griechischen Freiheitskämpfer in ihrem Kampf gegen die Fremdherrschaft der Osmanen und für eine unabhängige griechische Republik. Bei seiner Rückkehr wurde er im Mai 1825 zum Colonel befördert. 1837 wurde er zum Major-General und Befehlshaber der Truppen im Verteidigungsbezirk Nordengland (Northern District) ernannt.
Im Juni 1841 übernahm Napier ein Kommando in Indien, wo er 1843 einen Feldzug zur Eroberung von Sindh führte. In Anerkennung seiner Leistungen wurde er am 4. Juli 1843 als Knight Grand Cross des Order of the Bath geadelt. Von 1843 bis 1847 war er Gouverneur der Präsidentschaft Bombay. Im 1846 wurde er zum Lieutenant-General befördert. 1847 legte er sein Kommando nieder und kehrte in die Heimat zurück. Anlässlich des Zweiten Sikh-Kriegs wurde er 1849 zum Oberbefehlshaber der Truppen der Britisch-Ostindischen-Handelsgesellschaft (British East India Company), traf aber erst kurz nach Kriegsende wieder in Indien ein. 1851 kehrte Napier ins Vereinigte Königreich zurück, wo er 1853 in Oakland bei Portsmouth starb.
Die Stadt Napier in Neuseeland wurde nach ihm benannt und auf dem Trafalgar Square in London steht eine Statue von Napier aus Bronze. In der Stadt Argostoli auf der Insel Kefalonia ist ein Park nach ihm benannt.
Er war zweimal verheiratet, in erster Ehe ab 1827 mit Elizabeth Oakeley (um 1766–1833), in zweiter Ehe ab 1835 mit Frances Philipps († 1872). Beide Ehen blieben kinderlos. Stattdessen hatte er mit einer Griechin namens Anastasia zwei uneheliche Töchter, von denen die Ältere, Emily Cephalonia Napier († 1908), 1845 seinen Neffen den Major-General William Craig Emilius Napier (1818–1903) heiratete.

## Peccavi

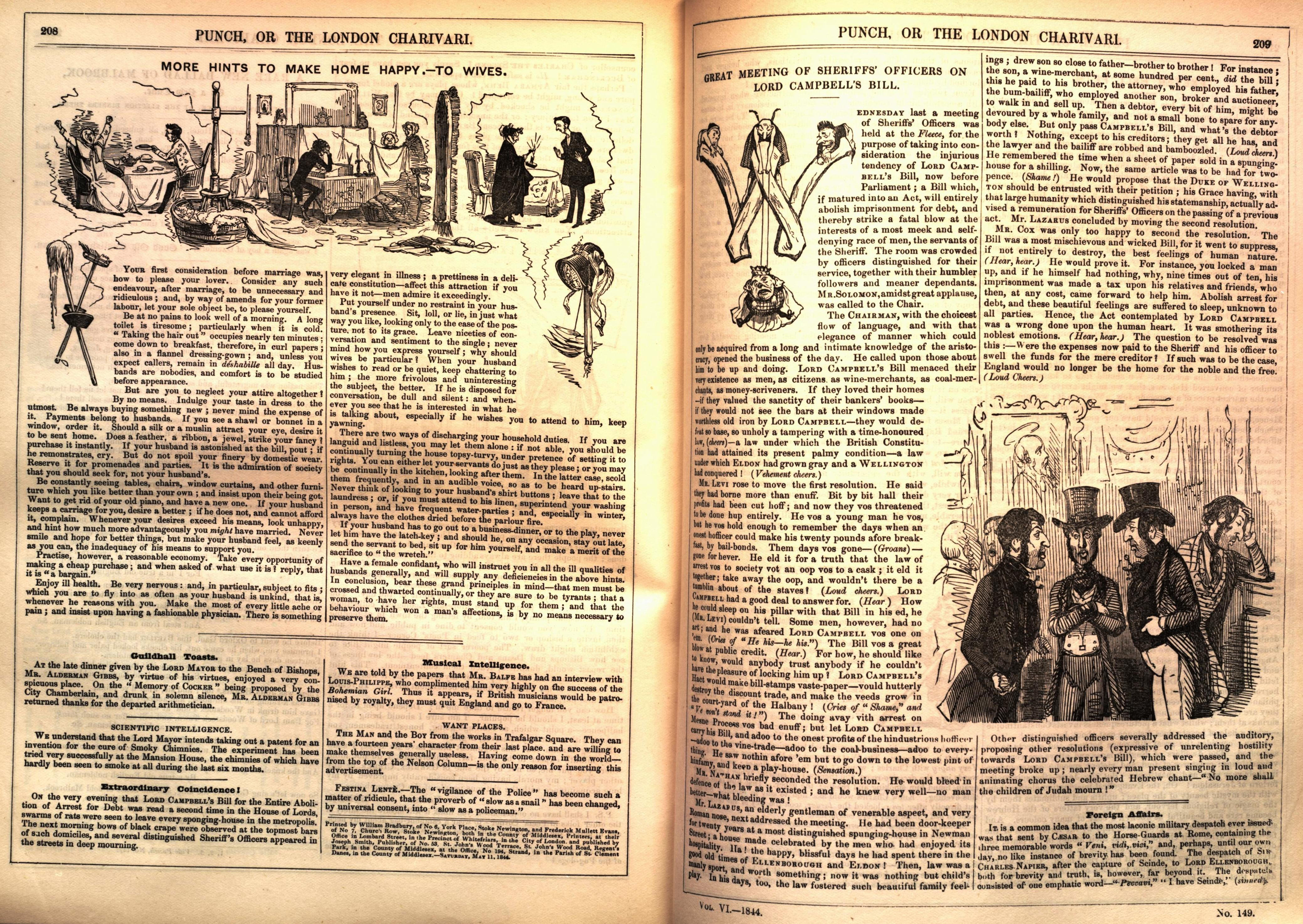
Der genannte Abschnitt ganz unten rechts

Am 18. Mai 1844 veröffentlichte die neu gegründete Zeitschrift Punch das Gerücht, Napier habe 1843 mit dem einen Wort, „Peccavi“, die Eroberung Sindhs nach London telegrafiert:
„It is a common idea that the most laconic military despatch ever issued was that sent by Caesar to the Horse-Guards at Rome, containing the three memorable words "Veni, Vidi, Vici" and, perhaps, until our own day, no like instance of brevity has been found. The despatch of Sir CHARLES NAPIER, after the capture of Scinde, to Lord Ellenborough, both for brevity and thruth, is, however, far beyond it. the despatch consisted of one emphatic word – "Peccavi," "I have Scinde," (sinned)“
„Es ist ein verbreiteter Gedanke, dass die lakonischste je aufgegebene militärische Depesche die von Caesar an die Gardekavallerie in Rom abgesandte war, die die drei denkwürdigen Worte Veni, Vidi, Vici enthielt und, vielleicht, wurde bis zu unserem Tag kein ähnliches Beispiel der Kürze gefunden. Die Depesche von Sir Charles Napier, nach der Eroberung Sindhs, an Lord Ellenborough geht an Kürze und Ehrlichkeit weit über diese hinaus. Die Depesche bestand aus dem nachdrücklichen Wort "Peccavi" "Ich habe Sindh," (gesündigt)“ [Das lateinische Verb peccavi bedeutet auf Englisch I have sinned, lautgleich mit I have Sindh.]
Das Wortspiel bezog sich nicht nur auf die Eroberung Sindhs, sondern auch darauf, dass Napier Anweisung hatte, Sindh nicht zu erobern. Eine mögliche Urheberin des Wortspiels in der satirischen Zeitschrift Punch ist Catherine Winkworth.